# Фатах
Фатах (арап. فتح; познат и под именом Фатех) палестинска је политичка странка и највећа фракција Палестинске ослободилачке организације, вишепартијске конфедерације.
Углавном се сматра да је Фатах био активни учесник у револуционарним борбама у прошлости, као и да садржи велики број милитантних група. Фатах се блиско идентификовао са вођством свог оснивача Јасера Арафата све до његове смрти 2004. године. Од тада, фракционализам и идеолошка разноликост у оквиру покрета је постала очигледна.
Током парламентарних избора у Палестини 2006. године, партија је изгубила своју већину у палестинском парламенту од Хамаса, поднете су оставке на свим позицијама у влади, уместо преузимања улоге главне опозиционе партије. Победа Хамаса на изборима довела је до расцепа између две главне палестинске политичке партије, с тим што је Фатах задржао контролу над Палестинским националним органом на Западној обали. У априлу 2011. године, званичници Хамаса и Фатаха су изјавили да су обе странке постигле договор око уједињења у једну владу, као и да планирају изборе који ће бити одржани 2012. године. Затим је потписан Фатах-Хамас договор у Дохи 7. фебруара 2012. године, где су потписници били председник Махмуд Абас и вођа Хамаса, Халед Мешал. Потписивању договора је присуствовао емир Катара, шеик Хамад бин Халифа ал Тени. Циљ овог договора јесте било успостављање мира између Хамаса и Фатаха. Затим је у мају 2012. године потписан поновни договор у Каиру.

## Етимологија
Пун назив овог покрета је حركة التحرير الوطني الفلسطيني ḥarakat al-taḥrīr al-waṭanī al-filasṭīnī, што значи „Покрет за национално ослобођење Палестине“. 
Из овог назива је створен изврнути акроним Фатах, са значењем „отварање“, „освајање“, или „победа“. Реч Фатах се користи у религијском дискурсу где представља исламска освајања и његово ширење у првим вековима исламске историје — као Fath al-Sham, то јест, „освајање Леванта“. Термин „Фатах“ такође има религијски значај и због тога што постоји и сура у Курану која носи ово име, која наводно говори о споразуму Худајбија. Током две године мира након потписивања овог споразума, многи су прешли у ислам, што је појачало снагу муслиманске стране. Кршење овог уговора са Курејшитима је изазвало освајање Меке. Овај исламски преседан је споменуо Јасер Арафат као оправдање за потписивање споразума у Ослу са Израелом.

## Структура
Два најбитнија тела која доносе одлуке јесу Централни комитет и Револуционарни савет. Централни комитет је углавном извршно тело, док је Револуционарни савет законодавно тело Фатаха.

## Устав
У августу 2009. године, на шестој генералној конференцији Фатаха у Витлејему, делегати Фатаха су саставили нов унутрашњи устав.

## Историја

### Успостављање
Покрет Фатах, који је пригрлио палестинску националну идеологију по којој би палестински Арапи требало да буду ослобођени путем акција палестинских Арапа, основан је 1959. године од стране чланова палестинске дијаспоре — углавном професионалаца који су радили у земљама Персијског залива и који су били избеглице из појаса Газе, те су отишли на студије у Каиро и Бејрут. Међу оснивачима су Јасер Арафат који је био председавајући Генералне уније палестинских студената (1952–56) на универзитету у Каиру, Салах Халаф, Халил ал Вазир, и Халед Јашрути, који је био председавајући Генералне уније палестинских студената у Бејруту (1958–62).
Фатах је постао доминантна снага у палестинској политици након Шестодневног рата 1967. године. Задао је последњи ударац пре-Баасистског арапског национализма који је инспирисао Арапски националистички покрет Џорџа Хабаша, бившу већински палестинску политичку странку. У једном издању Фатаховог тајног журнала из новембра 1959. године, Filastinuna Nida al-Hayat, је наглашено да је покрет био мотивисан положајем палестинских избеглица у арапском свету:
| „ | Омладина несреће (shibab al-nakba) је распршена. Живот у шатору је постао једнако бедан као и смрт… Умрети за нашу вољену домовину је боље и часније од живота који нас тера да једемо своје парче хлеба свакога дана понижавајући се, или да га добијемо као милостињу, по цену наше части… Ми, синови ове несреће, не желимо више да живимо овај прљав живот достојан презира, овај живот који је уништио наше културно, морално и политичко бивствовање и који је уништио наш људски понос. | ” |

Од почетка је оружани сукоб, као што се и манифестовало током арапске побуне у Палестини 1936–1939. године и војне улоге палестинских бораца под вођством Абд ал Кадира ал Хусејнија у Арапско-израелском рату 1948. године, био главни део Фатахове идеологије о ослобођењу Палестине палестинским оружаним супротстављањем.
Фатах се придружио Палестинској ослободилачкој организацији 1967. године. Одмах је добио 33 од 105 места у Извршном комитету. Оснивач Јасер Арафат је постао председник Палестинске ослободилачке организације 1969. године, након што му је ову позицију уступио Јахја Хамуда. Према BBC-ју, „Господин Арафат је преузео функцију председника Извршног комитета Палестинске ослободилачке организације 1969. године, исте године за коју се тврди да је Хамас извршио 2,432 герилских напада на Израел."

### Битка код Караме
Током 1968. године, Фатах и друге палестинске оружане групе су биле мета операција израелских одбрамбених снага у јорданском селу Карама, где се налазило седиште Фатаха, као и палестински избеглички камп средње величине. Име овог села на арапском језику значи „понос“, што је уздигло свој симболизам арапском народу, посебно након пораза Арапа 1967. године. Операција је била одговор на нападе на Израел, укључујући и ракетне нападе од стране Фатаха и других палестинских милиција на територији Западне обале. Информације о операцији су биле доступне унапред, а влада Јордана (као и велики број Фатаховх команданата) је обавестила Арафата о великим војним припремама Израела. Након што су чули вести, многе герилске групе у овој области, укључујући и новоосновану групу Народни фронт за ослобођење Палестине Џорџа Хабаша и Демократски фронт за ослобођење Палестине Најефа Хаватмеха су повукле своје снаге из града. Вође Фатаха су биле саветоване од стране профаташког јорданског команданта дивизије да повуку своје људе и седиште ка оближњим брдима, али је Арафат наредио да Фатах остане на својој позицији и јорданска војска је обећала да ће их подржати у случају озбиљнијег сукоба.
У ноћи 21. марта израелске одбрамбене снаге су напале Караму тешким наоружањем, оклопним возилима и борбеним авионима. Фатах је задржао своју позицију, што је изненадило израелску војску. Како су израелске војске појачале своју кампању, прикључила се и јорданска војска, што је изазвало повлачење Израелаца да би се избегао стварни рат. На крају битке, скоро 150 милитаната Фатаха је убијено, као и двадесет јорданских војника и 28 Израелаца. Упркос већим страдањима на арапској страни, Фатах је ово сматрао победом због брзог повлачења Израелаца.

### Црни септембар
Крајем 1960-их година су се доста повећале тензије између Палестинаца и јорданске владе; наоружане арапске јединице отпора су створиле виртуелну „државу у држави“ у Јордану, што је пропраћено њиховим преузимањем контроле над појединим стратешким положајима у тој земљи. Након њихове победе у бици код Караме, Фатах и друге палестинске милиције су преузеле контролу над цивилима у Јордану. Поставили су барикаде на путевима, јавно су понижавали припаднике јорданске милиције, узнемиравали су жене и увели илегалне таксе — а Арафат није ни осудио ни игнорисао њихове поступке.
Године 1970. јорданска влада покушала је да поврати власт над својим територијама, па је наредног дана краљ Хусеин прогласио ванредно стање. До 25. септембра јорданска војска је постала доминантна у борби, те су два дана касније Арафат и Хусеин уговорили примирје. Јорданска војска је задала тешке ударце Палестинцима — међу којима су жртве били и цивили — који су изгубили око 3.500 лица. Две хиљаде бораца Фатаха је успело да уђе у Сирију. Одатле су прешли либанску границу с намером да се придруже снагама Фатаха у тој земљи, где су поставили и своје ново седиште. Велики број герилаца под вођством Абу Алија Ијада, команданта Фатаха је извело офанзиву против јорданске војске у граду Аџлун на северу све до њиховог пораза у јулу 1971. године. Абу Али Ијад је погубљен, а преживели чланови његове групе су оформили организацију Црни септембар, огранак Фатаха. У новембру 1971. године, ова група је извршила атентат на јорданског премијера Васфија ел Тала као освету за погубљење Абу Алија Ијада.
Током 1960-их и 1970-их Фатах је организовао обуку за велики број милитантних и побуњеничких група из Европе, Блиског истока, Азије и Африке, а такође је извршио и велики број напада на израелске мете у западној Европи и на Блиском истоку током 1970-их. Неке милитантне групе које су се саме повезале са Фатахом, као и неки федајини који су чланови самог Фатаха, отели су цивилни авион, а такође и извршили терористичке нападе, приписујући их Црном септембру, Абу Нидаловом револуционарном савету Фатаха, Абу Мусином Народном фронту за ослобођење Палестине, и Генералној команди Народног фронта за ослобођење Палестине. Фатах је добио оружје, експлозив и обуку од Русије и неких комунистичких режима источноевропских земаља. Кина и Алжир су им допремили муницију.

### Либан
Још од смрти Халила ел Џамала 1968. године, палестинско питање је имало велики број присталица у Либану.
Иако су у почетку оклевали на чију страну да стану у овом конфликту, Арафат и Фатах су играли врло важну улогу у либанском грађанском рату. Подлегнувши притиску подгрупа Палестинске ослободилачке организације (ПЛО), Фатах је прихватио комунистички Либански национални покрет Насера. Иако је у почетку подржавао Фатах, сиријски председник Хафез ал Асад се плашио губљења утицаја у Либану, те је променио страну. Послао је своју војску, заједно са палестинским јединицама ел Саика, ојачаним Сиријцима, и Генералном командом народног фронта за ослобођење Палестине под вођством Ахмеда Џибрила да се бори раме уз раме са десним крилом хришћанских снага против ПЛО-а и Либанског националног покрета. Главни састав хришћанске милиције су чиниле маронитске јединице.
Маронитске јединице су убиле двадесет и шест регрута Фатаха у аутобусу у априлу 1975. године, што је обележило званични почетак либанског грађанског рата, који ће трајати петнаест година. Касније те године, алијанса хришћанских милиција прегазила је палестински избеглички камп Карантина, где је погинуло преко 1.000 цивила. ПЛО и Либански национални покрет су се осветили нападом на град Дамур, упориште Маронита, где је убијено 684 цивила. Како је грађански рат напредовао током две године градског ратовања, обе стране су прибегле масовним артиљеријским сукобима и озбиљним коришћењем снајперских гнезда, а обе стране су такође починиле многа зверства и ратне злочине.
Године 1976. је алијанса хришћанских милиција, уз помоћ стратешког планирања либанске војске, предвођена милитантним огранком Националне либералне партије бившег председника Камила Шамуна по имену noumour el ahrar, преузела врло важан избеглички камп у источном делу Бејрута, Тел ал затар камп, након шестомесечне опсаде током које је погинуло на стотину лица. Арафат и Абу Џихад су себе сматрали кривима за неуспешно организовање спасилачких покушаја.
Прекограничне рације ПЛО-а против Израела су учестале крајем 1970-их година. Једна од најтежих — позната као терористички напад на приобалном ауто-путу– догодио се 11. марта 1978. године. Јединица од скоро туце бораца Фатаха је зауставила своје бродове у близини важног приобалног пута који повезује град Хаифу са Тел Авивом. Ту су отели аутобус и започели пуцњаву унутар њега, као и на друге аутомобиле у пролазу, при чему је убијено тридесет и седморо цивила. Као одговор на то, Израелске одбрамбене снаге су започеле Литани операцију три дана касније, с циљем преузимања контроле над северним Либаном све до реке Литани. Они су достигли свој циљ, и Фатах се повукао на север, све до Бејрута.
Израел је извршио инвазију на Либан поново 1982. године. Бејрут је ускоро био опседнут и бомбардован од стране Израелских одбрамбених снага; да би окончали опсаду, америчке и европске владе су посредовале у успостављању договора који би обезбедио безбедан пролаз за Арафата и Фатах — чуваних од стране мултинационалних снага — током њиховог прогнанства у Тунис. Упркос прогнанству, многи команданти и борци Фатаха су остали у Либану.
Када је Израел напао Либан 1982. године, фракција је распршена на неколико блискоисточних земаља уз помоћ америчке, као и других западњачких влада: Тунис, Јемен, Алжир, Ирак и друге. У периоду између 1982—1993. године, руководство Фатаха је боравило у Тунису.

### Председнички и легислативни избори
Све до своје смрти, Арафат је био предводник Палестинског националног органа — привременог ентитета који је створен као резултат договора у Ослу. Фарук Кадуми је садашњи председник Фатаха, који је изабран убрзо након Арафатове смрти 2004. године.
Фатах има статус партије посматрача у Социјалистичкој интернационали и Партији европских социјалиста.
Од 2000. године Фатах је члан Палестинских националних и исламских снага, којој припадају и Палестинска ослободилачка организација и супарничке фракције, међу којима су Хамас и Палестински исламски џихад, које се налазе на листи терористичких оргнизација, по виђењу Запада.
Фатах је прихватио Махмуда Абаса током председничких избора у Палестини 2005. године.
Године 2005. је Хамас победио у скоро свим општинама. Политички аналитичар Салах Абдел Шафи је обавестио BBC о потешкоћама Фатаховог вођства: „Мислим да је то веома, веома озбиљно — постаје очигледно да се они не могу сложити ни око чега“. Фатах је „углавном виђен као (странка) којој очајно треба реформа“, као и да је „учинак палестинске администрације прича о корупцији и неспособности — а Фатах је заражен“.

### Унутрашња неслагања
У децембру 2005. године заробљени вођа друге интифаде, Марван Баргути је изашао из странке и изјавио да је оформио нову политичку странку са којом ће се кандидовати на изборима, „Al-Mustaqbal“ („Будућност“), коју су сачињавали углавном чланови Фатахове „Младе гарде“. Ови млади лидери су у неколико наврата изразили своју фрустрираност успостављеном корупцијом у странци коју је водила „Стара гарда“, која се вратила из свог прогнанства у Тунис након договора у Ослу. „Al-Mustaqbal“ је водила кампању против Фатаха током палестинских легислативних избора 2006. године, представљајући листу на којој су се налазили Мухамед Дахлан, Кадура Фарес, Самир Машхарави и Џибрил Раџуб. Међутим,28. децембра 2005. године, вође ове две фракције су се договориле да предају једну листу гласачима, под Баргутијевим вођством, који је активно подржавао Фатах из своје затворске ћелије.
Било је и других израза незадовољства Фатахом, који је одржао свој први генерални конгрес након две деценије. Због тога, покрет је остао доста доминантан међу старијим кадровима из периода палестинске политике пре договора у Ослу. Неки од њих су задобили своје положаје под покровитељством Јасера Арафата, који је балансирао изнад разних фракција, и период након његове смрти 2004. године је посведочио о учесталијим сукобима међу овим групама које се такмиче за утицај у будућим развојима, политичком наследству, фондовима и изборним јединицама. Перспектива Абасовог напуштања власти у наредним годинама је такође увећала ове тензије.
Није било отворених сукоба међу старијим генерацијама политичара Фатаха још од 1980-их година, иако је било повремених сукоба међу члановима највишег руководства. Један члан-оснивач, Фарук ал Кадуми (Абу Лутф), наставио је да се отворено супротставља договорима након Осла, те је појачао своју кампању за јачу позицију из прогнанства у Тунису. Након Арафатове смрти, он је званични вођа и председник политичког бироа Фатаха, али је његова власт ограничена. Он је неколико пута отворено оспорио Абасов легитимитет, те је оштро критиковао и њега и Мухамеда Дахлана, али, упркос претњама о расцепу покрета, он остаје на својој позицији, и његово оспоравање за сада није уродило плодом. Још један врло утицајан ветеран, Хани ал Хасан, такође је отворено критиковао садашње руководство.
Унутрашњи сукоби Фатаха су се такође, због стварања палестинске власти, спојили са ратовима између разних безбедносних служби палестинске власти, на пример, дугогодишње ривалство између грана моћне превентивне службе безбедности Западне обале (Џибрил Раџуб) и Газе (Мухамед Дахлан). Такође, страна подршка разних фракција је допринела сукобима, на пример, с обзиром да су САД углавном виђене као подршка Абасовог вођства и Дахлановог утицаја на безбедност, а Сирија наводно промовише Фарук ал Кадумијево оспоравање садашњег руководства. Млађе генерације Фатаха, посебно у оквиру милитантних ел Акса мученичким бригадама, подложније су расколима, док се одређени број мањих мрежа у Гази и на Западној обали или прогласио независним, или прикључио Хамасу. Међутим, тако очигледна цепања у оквиру покрета су још увек не толико честа, упркос великом броју унутрашњих ривалстава и такмичења између локалних група Фатаха.

### Скупштина Фатаха 2009. године
Шеста генерална скупштина покрета Фатах, одржана скоро 16 година након договора у Ослу и 20 година након последњег конгреса Фатаха је започета 4. августа 2009. године у Витлејему, на Западној обали, након што је неколико пута одложена због сукоба око тога ко ће бити представљен, до тога које би место било прихватљиво. Више од 2000 делегата је присуствовало тродневном састанку.
Унутрашње отпадништво је одмах било очигледно. Саудијски краљ Абдулах је рекао представницима Фатаха који су се састали у Витлејему да су поделе међу Палестинцима биле више разарајуће за њихов заједнички циљ стварања независне државе него њихов израелски непријатељ."
Представници Фатаха су одлучили да не наставе израелско-палестинске мировне преговоре све док нису испуњени сви предуслови. Тих 14 предуслова су обухватали ослобађање свих палестинских затвореника из израелских затвора, заустављање изградњи свих израелских насеља и уклањање блокаде Газе из 2009. године.
Око 400 чланова Фатаха из појаса Газе није било у могућности да присуствује конференцији у Витлејему након што им је Хамас забранио да путују до Западне обале.
Фатах је апеловао на Палестинце који желе оштрији одговор Израелу да потврде могућност оружаног отпора против Израела. Израелски министар одбране Ехуд Барак је описао усвојену платформу Фатаха као необећавајућу. Међутим, додао је да није било другачијег решења до успостављања договора позивањем палестинског председника Махмуда Абаса на преговоре.
Званичници су током трећег дана конференције у Витлејему једногласно прихватили предлог који је изложио председник Арафат института, у којем је изјављено да Израел стоји иза атентата на преминулог председника Палестинске власти, те су прихватили Фатахов захтев за интернационалну помоћ ради даљих испитивања. Заменик министра иностраних послова Израела, Дени Ајалон је изјавио да је конференција била „озбиљан ударац миру“ и „још једна изгубљена шанса за палестинско руководство да прихвати блаже ставове“.

#### Избори Централног комитета и Револуционарног савета
Делегати су гласали да би попунили 18 места Централног комитета Фатаха, који чини 23 места, као и 81 место од 128 места Револуционарног савета након недељу дана разматрања. Најмање 70 нових чланова је ушло касније, са 20 места које су добили представници Фатаха из појаса Газе, 11 места су заузеле жене (највиши број гласова је добила једна жена која је провела године у израелском затвору због њене улоге у пружању отпора), четири седишта су добили хришћани, а једно је добио Јевреј који је прешао на ислам, Ури Давис, који је први Јевреј по рођењу изабран за члана Револуционарног савета од његовог оснивања 1958. године. Активисти Фатаха из палестинске дијаспоре су такође добили своје представнике, а то су Самир Рифаи, секретар Фатаха у Сирији, и Халед Абу Усба.
У Централни комитет је изабрана Фадва Баргути, супруга Марвана Баргутија, која издржава петогодишњу робију у Израелу због своје улоге у терористичким нападима на цивиле у Израелу током друге интифаде.

## Оружане фракције
Фатах је одржао неколико милитантних група од свог оснивања. Његова главна милитантна грана је ал Асифа. Сматра се да је Фатах доста био укључен у тероризам у прошлости, али супротно од свог ривала, исламског огранка Хамаса, Фатах се више не сматра терористичком организацијом. Фатах је био главна терористичка организација по виђењу Израела, и био је проглашен терористичком организацијом од стране Стејт департмента и америчког конгреса, све док се није одрекао тероризма 1988. године.
Фатах је од свог оснивања створио, водио и спонзорисао одређени број оружаних група и милиција, од којих су неке имале званично звање оружаног крила покрета. Група је такође била доминантна и над одређеним снагама ПЛО-а и Палестинске владе, као и безбедносним службама које нису биле или сада нису званично повезане са Фатахом, али су у пракси служиле у потпуности као профаташке оружане јединице, и често њихово особље чине чланови организације. Првобитно име Фатаховог оружаног крила је било ал Асифа (al Assifa — Олуја), и то је такође и прво име које је Фатах користио приликом комуницирања, покушавајући једно време да сакрије свој идентитет. Ово име се од тада углавном користило за оружане снаге Фатаха и данас не припада ни једној јединици. Друге милитантне групе које се приписују Фатаху су:
- Снага 17 — основана од стране Јасера Арафата и игра улогу сличну председничкој гарди старијим вођама Фатаха.
- Црни септембар — група основана од стране водећих чланова Фатаха 1971. године након Црног септембра у Јордану, ради тајног организовања напада са којима Фатах није желео бити повезан јавно. Међу њима су штрајкови против водећих јорданских политичара, као средство освете и подизање цене за напад на палестински покрет; такође, за интернационалне операције (на пример, масакр у Минхену), са намером да изврше притисак на Америку, европске земље и Израел, као и ради повећања важности Палестинског питања. Фатах се јавно оградио од групе, али се сматра да је она уживала Арафатову директну или прећутну подршку. Укинута је током 1973–1974. године, када се променила Фатахова линија, а операција Црни септембар и стратегија иза ње је виђена више као политичка одговорност, а не средство.
- Фатахови орлови — оружана милиција која је била активна све до половине 1990-их година.
- Танзим — (Организација) огранак Фатаха под вођством Марвана Баргутија, са коренима у активизму током Прве интифаде и која је извршила оружане нападе у првим данима Друге интифаде. Касније је постала део Ал Акса мученичке бригаде.
- Ал Акса мученичка бригада — основана је током Друге интифаде ради појачавања позиције милитантне организације у супарништву са покретом Хамас, који је предводио нападе на Израел након 1993. године и који је брзо добијао на популарности са појавом интифаде. Бригаде су локално организоване и сматра се да им фали кохезија и унутрашња дисциплина, те да понекада игноришу примирја и друге иницијативе покренуте од стране централног руководства Фатаха. Углавном се сматра повезаном са „младом гардом“ политике Фатаха, организујући младе чланове на уличном нивоу, али није јасно да ли они сами чине фракције међу собом унутар политике Фатаха; пре ће бити да разне јединице бригаде могу бити повезане са различитим вођама Фатаха.

### Чланци
- Baumgarten, Helga (2005). „The three faces/phases of Palestinian nationalism, 1948–2005”. Journal of Palestine Studies. 34 (4): 25—48. doi:10.1525/jps.2005.34.4.25.